# Енциклопедија Југославије
Енциклопедија Југославије је била национална енциклопедија СФРЈ. Објављивао ју је Југословенски лексикографски завод под уредништвом Мирослава Крлеже. Биле су основане републичке редакције и ангажован велики број стручњака на припреми, али је све прилоге прегледавао и редиговао Крлежа са најближим сарадницима међу којима је био и Мате Ујевић, уредник Хрватске енциклопедије из времена Краљевине Југославије и НДХ и Павелићев повереник за морнарицу.
Енциклопедија афирмише владајућу идеологију и тренутну политику Савеза комуниста Југославије. Приметан је приличан несразмер између простора додељеном хрватским темама према темама осталих народа Југославије.

## Издања

### Прво издање
Прво издање бројало је осам свезака издаваних од 1955. до 1971. године. Штампано је 30.000 примерака.
|   | Чланци/слова | Година објављивања | Број страница |
| - | ------------ | ------------------ | ------------- |
| 1 | А-Боск       | 1955.              | 708           |
| 2 | Босна-Дио    | 1956.              | 716           |
| 3 | Дип-Хиђ      | 1958.              | 686           |
| 4 | Хил-Југос    | 1960.              | 651           |
| 5 | Југос-Мак    | 1962.              | 690           |
| 6 | Макљ-Пут     | 1965.              | 562           |
| 7 | Р-Србија     | 1968.              | 688           |
| 8 | Србија-Ж     | 1971.              | 654           |

### Друго издање
Рад на другом издању је започео 1980. године, али није завршен због распада СФРЈ. Изашло је 6 од 12 планираних свезака.
|   | Чланци/слова | Година објављивања | Број страница |
| - | ------------ | ------------------ | ------------- |
| 1 | А-Биз        | 1980.              | 767           |
| 2 | Бје-Црн      | 1982.              | 776           |
| 3 | Црн-Ђ        | 1984.              | 750           |
| 4 | Е-Хрв        | 1986.              | 748           |
| 5 | Хрв-Јањ      | 1988.              | 776           |
| 6 | Јап-Кат      | 1990.              | 731           |

Осим латинице енциклопедија је објављивана и на ћирилици, те језицима осталих народа и националних мањина Југославије:
| Језик/азбука              | Назив | Година првог издања | Издатих свезака |
| ------------------------- | ----- | ------------------- | --------------- |
| српскохрватски / ћирилица |       | 1983.               | 2               |
| словеначки                |       | 1983.               | 4               |
| македонски                |       | 1983.               | 2               |
| албански                  |       | 1984.               | 2               |
| мађарски                  |       | 1985.               | 2               |

Издања на македонском и албанском језику су прва енциклопедијска дела на тим језицима.

## Уништавање Енциклопедије Југославије у Хрватској
Хрватски академик Далибор Брозовић је 1990-их, као главни равнатељ Лексикографскога завода, дао да се уништити 40.000 примерака Енциклопедије Југославије. Његов мотив се тумачи мржњом према Југославији.
Анте Лешаја у књизи „Уништавање књига у Хрватској 1990-их” наводи да је Уништавање Енциклопедије Југославије вршено у оквиру опсежне тајне операције књигоцида у Хрватској - масовног чишћења хрватских библиотека од непожељних књига, према стриктноме критеријуму: зато јер су оне штампане на српском језику и(ли) ћирилици, или зато јер су их објавили српски издавачи, или зато јер су им аутори Срби или идеолошки неподобни писци.